# 永井秀夫
永井 秀夫（ながい ひでお、1925年11月12日 - 2005年12月12日）は、東京市小石川区（現文京区）生まれの歴史学者。北海道大学名誉教授。専攻は日本近代史、北海道史。

## 来歴
- 1948年 - 東京大学文学部国史学科卒業
- 1953年 - 東京大学社会科学研究所研究員
- 1956年 - 北海道大学文学部講師
- 1962年 - 同助教授
- 1969年 - 同教授、文学部長・大学院文学研究科長（1978年 - 1980年）、文学部附属北方文化研究施設長（1984年 - 1989年）等を歴任。
- 1989年 - 停年退官、同名誉教授。4月、北海道武蔵女子短期大学教授
- 1994年 - 北海学園大学人文学部教授
- 2003年 - 同大学退職。11月、瑞宝中綬章受章[1]
- 2005年 - 札幌市内の病院で死去、享年81。

## 主な著書
- 『明治国家形成期の外政と内政』（北海道大学出版会、1990年）
- 『北海道の史跡を歩く』（北海道新聞社、1990年）
- 『近代日本と北海道「開拓」をめぐる虚像と実像』（河出書房新社、1998年）
- 『日本の近代化と北海道』（北海道大学出版会、2007年）

### 共著・その他
- 『新北海道史 1-3』（北海道、1971年-）
- 『北海道民権史料集』（北海道大学出版会、1999年）
- 『北海道の百年（県民100年史）』（山川出版社、1999）
- 『北海道と朝鮮人労働者 ―朝鮮人強制連行実態調査報告書』（札幌学院大学生活協同組合、2000年）
- 『北海道と沖縄』（札幌学院大学生活協同組合、2003年）